# Ящолти
Ящолти (пол. Jaszczołty) — село в Польщі, у гміні Городиськ Сім'ятицького повіту Підляського воєводства.
Населення — 155 осіб (2011).
У 1975-1998 роках село належало до Білостоцького воєводства.

## Демографія
Демографічна структура станом на 31 березня 2011 року:
|          | Загалом | Допрацездатний вік | Працездатний вік | Постпрацездатний вік |
| -------- | ------- | ------------------ | ---------------- | -------------------- |
| Чоловіки | 78      | 17                 | 50               | 11                   |
| Жінки    | 77      | 20                 | 38               | 19                   |
| Разом    | 155     | 37                 | 88               | 30                   |